# Матчи женской сборной России по волейболу 2004
В 2004 году женская сборная России по волейболу приняла участие в пяти официальных турнирах, проводимых под эгидой ФИВБ и ЕКВ.

## Турниры и матчи

### Европейский олимпийский отборочный турнир
| 5 января. Баку (Азербайджан). Россия — Азербайджан 3:1 (25:20, 26:24, 26:28, 25:21). Предварительный этап. Группа «А» |
| --- |

Россия: Беликова, Сафронова, Тищенко, Гамова, Плотникова, Чуканова, Тюрина — либеро. Выход на замену: Шешенина, ...

Азербайджан: ???
| 6 января. Баку (Азербайджан). Россия — Польша 1:3 (22:25, 17:25, 25:22, 20:25). Предварительный этап. Группа «А» |
| --- |

Россия: Беликова, Сафронова, Тищенко, Гамова, Плотникова, Чуканова, Тюрина — либеро. Выход на замену: Шешенина, ...

Польша: ???
| 8 января. Баку (Азербайджан). Россия — Германия 2:3 (21:25, 25:16, 25:23, 18:25, 13:15). Предварительный этап. Группа «А» |
| --- |

Россия: Беликова, Сафронова, Тищенко, Гамова, Плотникова, Чуканова, Тюрина — либеро. Выход на замену: Шешенина, Артамонова, ...

Германия: ???
Европейский отборочный олимпийский турнир прошёл в столице Азербайджана Баку с участием 8 сильнейших сборных Европы. Сборная России проиграла два матча из трёх в своей предварительной группе и не смогла выйти в плей-офф, чтобы побороться за единственную путёвку на Олимпийские игры. Дальнейший отбор российским волейболисткам пришлом вести уже в межконтинентальном турнире, куда команда России попала благодаря высокому рейтингу среди сборных, ещё не квалифицировавшихся на Олимпиаду-2004.

### Межконтинентальный олимпийский отборочный турнир
| 8 мая. Токио (Япония). Россия — Нигерия 3:0 (25:10, 25:10, 25:7). |
| ----------------------------------------------------------------- |

Россия: Тебенихина (3), Сафронова (4), Тищенко (9), Гамова (21), Шешенина (3), Плотникова (7), Тюрина — либеро. Выход на замену: Чуканова (3), Беликова (5), Коруковец (3).

Нигерия: Джалмет, Дусу, Амади, Эгбум, Джибунох, Онуоха. Выход на замену: Агера.
| 9 мая. Токио (Япония). Россия — Пуэрто-Рико 3:0 (25:17, 25:13, 25:23). |
| ---------------------------------------------------------------------- |

Россия: Тебенихина (7), Сафронова (8), Тищенко (16), Гамова (18), Шешенина (1), Плотникова (4), Тюрина — либеро. Выход на замену: Чуканова, Беликова, Коруковец.

Пуэрто-Рико: А.Крус, К.Осасио, Молеро, Торрегроса, Окендо, Ш.Осасио, Сантьяго — либеро. Выход на замену: Э.Крус, Перес, Кардона.
| 11 мая. Токио (Япония). Россия — Южная Корея 2:3 (25:15, 20:25, 25:23, 22:25, 13:15). |
| ------------------------------------------------------------------------------------- |

Россия: Тебенихина (6), Сафронова (22), Тищенко (16), Гамова (32), Шешенина (6), Плотникова (4), Тюрина — либеро. Выход на замену: Чуканова, Коруковец (2), Беликова (7).

Южная Корея: Гу Мин Чжон, Ким Са Ни, Чхве Кван Хи, Чан Со Юн, Чжон Дэ Ён, Ким Се Ён, Нам Чже Юн — либеро. Выход на замену: Ким Ми Чжин, Пак Мин Гён, Кан Хе Мин.
| 12 мая. Токио (Япония). Россия — Тайвань 3:0 (25:10, 25:14, 25:17). |
| ------------------------------------------------------------------- |

Россия: Тебенихина (12), Сафронова (10), Тищенко (8), Гамова (23), Шешенина (2), Плотникова (5), Тюрина — либеро. Выход на замену: Коруковец (3).

Тайвань: Чэнь Шули, Лю Лифан, Ку Найхан, Ву Сяоли, Чэнь Мэйчин, Цай Иньфэн, Чэнь Чьячи — либеро. Выход на замену: Чэнь Хуэйчэнь, Ву Коцзоу, Линь Чиньи, Е Хуэйсюань.
| 14 мая. Токио (Япония). Россия — Таиланд 3:0 (25:17, 25:13, 25:23). |
| ------------------------------------------------------------------- |

Россия: Тебенихина (9), Сафронова (12), Тищенко, Гамова (15), Шешенина (1), Плотникова (10), Тюрина — либеро. Выход на замену: Беликова (11), Чуканова, Коруковец (3).

Таиланд: Тинкаоу, Сануанрам, Апиньяпонг, Хьяпха, Томком, Сангмуанг, Букаев — либеро. Выход на замену: Кхан-Ан, Цзитвисес, Пхонгтхонг.
| 15 мая. Токио (Япония). Россия — Италия 2:3 (25:18, 25:22, 15:25, 17:25, 14:16). |
| -------------------------------------------------------------------------------- |

Россия: Тебенихина (4), Сафронова (18), Тищенко (4), Гамова (29), Шешенина (2), Плотникова (10), Тюрина — либеро. Выход на замену: Беликова (8), Коруковец (1).

Италия: Риньери, Леджери, Чентони, Паджи, Пиччинини, Ло Бьянко, Кардулло — либеро. Выход на замену: Джоли, Андзанелло, Каччатори, Мифкова.
| 16 мая. Токио (Япония). Россия — Япония 3:0 (25:20, 25:18, 25:19). |
| ------------------------------------------------------------------ |

Россия: Тебенихина (13), Беликова (4), Сафронова (7), Гамова (18), Шешенина (4), Плотникова (13), Тюрина — либеро. Выход на замену: Коруковец.

Япония: !Ёсихара, Сасаки, Такэсита, Такахаси, Отомо, Курихара, Нарита — либеро. Выход на замену: Омура, Ояма, Сугияма.
В межконтинентальной олимпийской квалификации приняли участие 8 национальных сборных с четырёх континентов. Участники провели однокруговой турнир, по итогам которого были разыграны четыре вакантные путёвки на Олимпиаду-2004. Сборная России справилась со своей главной задачей, заняв 3-е место и квалифицировавшись на Игры, благо слабый состав участников турнира этому в полной мере способствовал.

### Отборочный турнир чемпионата Европы 2005
| 22 мая. Нижний Тагил (Россия). Россия — Испания 3:1 (25:15, 25:23, 24:26, 25:13). |
| --------------------------------------------------------------------------------- |

Россия: ???

Испания: ???
| 30 мая. Нижний Тагил (Россия). Россия — Румыния 3:0 (25:14, 25:16, 25:21). |
| -------------------------------------------------------------------------- |

Россия: ???

Румыния: ???
| 4 июня. Москва (Россия). Россия — Греция 3:1 (25:27, 25:21, 25:21, 25:17). |
| -------------------------------------------------------------------------- |

Россия: ???

Греция: ???
| 15 июня. Лариса (Греция). Россия — Греция 3:0 (25:18, 25:15, 25:22). |
| -------------------------------------------------------------------- |

Россия: ???

Греция: ???
В связи с тем, что на Евро-2003 сборная России заняла лишь 5-е место, на очередное европейское первенство ей пришлось отбираться через квалификационный турнир. Стартовые четыре матча в своей группе российские волейболистки уверенно выиграли. Оставшиеся две игры квалификации были проведены в сентябре 2004 года.

### Гран-при
| 9 июля. Кавасаки (Япония). Россия — Польша 3:0 (25:12, 25:22, 25:17). Предварительный этап. 1-й тур. Группа «С» |
| --- |

Россия: Беликова (8), Сафронова (17), Вдовина (9), Чуканова (5), Гамова (21), Коруковец (3), Фадеева — либеро. Выход на замену: Сенникова.

Польша: Карчмаржевска, Слива, Мруз, Немчик-Вольска, Ликторас, Пшибиш, Барбаховска — либеро. Выход на замену: Сковроньска, Бельцик, Лесневич.
| 10 июля. Кавасаки (Япония). Россия — Италия 2:3 (20:25, 17:25, 25:22, 25:16, 10:15). Предварительный этап. 1-й тур. Группа «С» |
| --- |

Россия: Беликова (12), Сафронова (17), Вдовина (10), Чуканова (3), Гамова (29), Коруковец (3), Фадеева — либеро. Выход на замену: Сенникова (2), Сажина, С.Акулова (1).

Италия: Джоли, Барацца, Чентони, Пиччинини, Ло Бьянко, Дель Коре, Кардулло — либеро. Выход на замену: Леджери, Мифкова.
| 11 июля. Кавасаки (Япония). Россия — Япония 3:1 (25:22, 21:25, 25:20, 25:23). Предварительный этап. 1-й тур. Группа «С» |
| --- |

Россия: Беликова (12), Сафронова (11), Вдовина (9), Чуканова (6), Гамова (30), Коруковец (5), Фадеева — либеро. Выход на замену: Сенникова (1), Бескрова, Сажина.

Япония: Ёсихара, Такэсита, Сугияма, Ояма, Курихара, Кимура, Нарита — либеро. Выход на замену: Сасаки, Цудзи.
| 16 июля. Джакарта (Индонезия). Россия — Япония 1:3 (25:12, 20:25, 19:25, 25:27). Предварительный этап. 2-й тур. Группа «F» |
| --- |

Россия: Беликова (19), Сафронова (17), Вдовина (12), Чуканова (9), Коруковец (10), Сенникова (2), Фадеева — либеро. Выход на замену: Горшкова (1), С.Акулова.

Япония: Сасаки, Такэсита, Сугияма, Отомо, Ояма, Кимура, Нарита — либеро. Выход на замену: Ёсихара, Такахаси, Курихара, Омури.
| 17 июля. Джакарта (Индонезия). Россия — Куба 2:3 (25:22, 20:25, 25:21, 21:25, 10:15). Предварительный этап. 2-й тур. Группа «F» |
| --- |

Россия: Беликова (10), Сафронова (26), Вдовина (7), Чуканова (10), Коруковец (16), Сенникова (2), Фадеева — либеро. Выход на замену: Горшкова (1), Сажина (1), С.Акулова.

Куба: Руис, Рамирес, Ортис, Меса, Тельес, Баррос, Мартинес — либеро. Выход на замену: Кальдерон, Фернандес.
| 18 июля. Джакарта (Индонезия). Россия — Германия 3:0 (25:22, 29:27, 25:18). Предварительный этап. 2-й тур. Группа «F» |
| --- |

Россия: Беликова (9), Сафронова (12), Вдовина (13), Чуканова (5), Коруковец (17), Сенникова (2), Фадеева — либеро. Выход на замену: Горшкова.

Германия: Харт, Бенеке, Фюрст, Буагаа, Сильвестер, Черлих — либеро. Выход на замену: Кулакова, Радцувайт, Тумм, Шлехт.
| 22 июля. Росток (Германия). Россия — США 1:3 (13:25, 25:21, 21:25, 15:25). Предварительный этап. 3-й тур. Группа «G» |
| --- |

Россия: Беликова (9), Сафронова (11), Вдовина (9), Чуканова (1), Коруковец (15), Сенникова (1), Фадеева — либеро. Выход на замену: Сажина, С.Акулова (1), Горшкова.

США: Фиппс, Скотт, Хэниф, Бэчмэн, А Моу, Том, Сикора — либеро. Выход на замену: Берг, Ннамани, Кросс-Бэттл, Боун.
| 23 июля. Росток (Германия). Россия — Германия 2:3 (18:25, 25:16, 29:27, 26:28, 12:15). Предварительный этап. 3-й тур. Группа «G» |
| --- |

Россия: Беликова (13), Сафронова (26), Вдовина (10), Чуканова (3), Коруковец (24), Сенникова (7), Фадеева — либеро. Выход на замену: Горшкова.

Германия: Харт, Бенеке, Фюрст, Кулакова, Грюн, Сильвестер, Тумм, Черлих — либеро. Выход на замену: Шлехт, Буагаа, Думлер.
| 24 июля. Росток (Германия). Россия — Таиланд 3:1 (22:25, 25:17, 27:25, 25:17). Предварительный этап. 3-й тур. Группа «G» |
| --- |

Россия: Беликова (14), Сафронова (20), Вдовина (10), Чуканова (6), Коруковец (12), Сенникова (1), Фадеева — либеро. Выход на замену: Горшкова (5), Сажина (4).

Таиланд: Нокпутта, Тинкаоу, Койджапо, Хьяпха, Томком, Сангмуанг, Букаев — либеро. Выход на замену: Кхан-Ан, Апиньяпонг, Пхонгтхонг, Паладсричуви.
На предварительном этапе розыгрыша российская команда заняла 7-е место и в финальную стадию не попала.
Сборная России выступала без целого ряда ведущих игроков основного состава — Артамоновой, Тищенко, Тюриной, Шешениной, Тебенихиной, Плотниковой, находившихся на предолимпийском сборе в России. Екатерина Гамова приняла участие только в первом туре предварительного этапа. После второго тура в Россию отбыл и главный тренер Карполь и в заключительном уик-энде командой руководил Михаил Омельченко. В связи со всеми этими обстоятельствами руководство ФИВБ отстранило сборную России от участия в Гран-при 2005 года.

### Олимпийские игры
| 14 августа. Афины (Греция). Россия — Доминиканская Республика 3:0 (25:17, 25:13, 25:16). Предварительный этап. Группа «В» |
| --- |

Россия: Тебенихина (6), Соколова (13), Тищенко (5), Гамова (22), Шешенина (2), Плотникова (8), Тюрина — либеро. Выход на замену: Николаева.

Доминиканская Республика: Варгас, Баутиста, Кабрал, Гонсалес, Родригес, Морета, Каррера — либеро. Выход на замену: Ривера, Касо, Джэксон, Мерседес.
| 16 августа. Афины (Греция). Россия — Куба 2:3 (24:26, 25:19, 27:25, 19:25, 13:15). Предварительный этап. Группа «В» |
| --- |

Россия: Тебенихина (6), Соколова (30), Тищенко, Гамова (24), Шешенина (1), Плотникова (9), Тюрина — либеро. Выход на замену: Николаева (8).

Куба: Руис, Каррильо, Рамирес, Ортис, Меса, Баррос, Мартинес — либеро. Выход на замену: Кальдерон, Тельес, Муньос.
| 18 августа. Афины (Греция). Россия — Германия 3:0 (31:29, 25:11, 25:18). Предварительный этап. Группа «В» |
| --- |

Россия: Тебенихина (7), Соколова (19), Гамова (23), Шешенина (3), Плотникова (6), Николаева, Тюрина — либеро. Выход на замену: Тищенко (7), Артамонова.

Германия: Харт, Фюрст, Кулакова, Буагаа, Грюн, Тумм, Черлих — либеро. Выход на замену: Думлер, Бенеке, Радцувайт, Шлехт, Сильвестер.
| 20 августа. Афины (Греция). Россия — США 3:2 (20:25, 25:17, 20:25, 25:18, 15:11). Предварительный этап. Группа «В» |
| --- |

Россия: Тебенихина (9), Соколова (23), Тищенко (6), Гамова (28), Шешенина (1), Плотникова (10), Тюрина — либеро. Выход на замену: Артамонова.

США: Фиппс, Скотт, Хэниф, Боун, А Моу, Том, Сикора — либеро. Выход на замену: Берг, Ннамани, Бэчмэн, Кросс-Бэттл, Метколф.
| 22 августа. Афины (Греция). Россия — Китай 0:3 (15:25, 16:25, 26:28). Предварительный этап. Группа «В» |
| --- |

Россия: Тебенихина (4), Соколова (11), Тищенко (5), Гамова (18), Шешенина (1), Плотникова (7), Тюрина — либеро. Выход на замену: Артамонова.

Китай: Фэн Кунь, Ян Хао, Лю Яньань, Чжоу Сухун, Ван Лина, Чжан Пин, Чжан На — либеро. Выход на замену: Ли Шань.
| 24 августа. Афины (Греция). Россия — Южная Корея 3:0 (25:17, 25:15, 25:22). Четвертьфинал |
| ----------------------------------------------------------------------------------------- |

Россия: Тебенихина (9), Соколова (19), Тищенко (6), Гамова (24), Шешенина (2), Плотникова (7), Тюрина — либеро. Выход на замену: Чуканова.

Южная Корея: Гу Мин Чжун, Ким Са Ни, Чхве Кван Хи, Чан Со Ён, Чжон Дэ Ён, Ким Се Ён, Нам Чже Ён — либеро. Выход на замену: Пак Сон Ми, Кан Хе Ми, Ким Ми Чжин.
| 26 августа. Афины (Греция). Россия — Бразилия 3:2 (18:25, 21:25, 25:22, 28:26, 16:14). Полуфинал |
| ------------------------------------------------------------------------------------------------ |

Россия: Тебенихина (6), Соколова (24), Тищенко (5), Гамова (32), Шешенина (4), Плотникова (8), Тюрина — либеро. Выход на замену: Артамонова, Чуканова.

Бразилия: Валевска, Эрика, Мари, Валескинья, Вирна, Фернанда, Арлен — либеро. Выход на замену: Сасса, Фабиана, Фофао, Ана Чагас.
| 28 августа. Афины (Греция). Россия — Китай 2:3 (30:28, 27:25, 20:25, 23:25, 12:15). Финал |
| ----------------------------------------------------------------------------------------- |

Россия: Тебенихина (14), Соколова (23), Тищенко (7), Гамова (33), Шешенина (2), Плотникова (10), Тюрина — либеро. Выход на замену: Чуканова, Николаева.

Китай: Фэн Кунь, Ян Хао, Лю Яньань, Чжоу Сухун, Ван Лина, Чжан Пин, Чжан На — либеро. Выход на замену: Ли Шань, Чэнь Цзин, Чжан Юэхун.
Накануне Олимпиады сборная России получила существенное усиление своего потенциала в лице вернувшейся в сборную после трёхлетнего отсутствия Соколовой. И всё же состав российской команды не был полностью оптимален. Не вполне здоровыми приехали на турнир Артамонова и Тищенко. Из-за конфликта с главным тренером не была включена в олимпийскую заявку Беликова, а также находящаяся вне сборной на протяжении двух последних лет Година.
На предварительной стадии олимпийского волейбольного турнира в своей группе сборная России заняла 2-е место. В четвертьфинале без проблем была обыграна южнокорейская сборная, а вот в полуфинале российских волейболисток ожидало тяжёлое испытание. Уступая Бразилии 0:2 по партиям и 19:24 в четвёртом сете, россиянки невероятным образом спасают матч и выходят в финал. В решающем матче со сборной Китая ситуация повернулась уже с точностью до наоборот: российская сборная выигрывает 2:0, затем при счёте по сетам 2:1 в свою пользу ведёт в четвёртом 23:21, но сделать два шага до олимпийского «золота» китайская команда россиянкам не дала. 3:2 в пользу сборной Китая и второе подряд «серебро» сборной России на Олимпиадах со схожим сюжетом финальных игр.

### Отборочный турнир чемпионата Европы 2005
| 4 сентября. Клуж-Напока (Румыния). Россия — Румыния 0:3 (20:25, 13:25, 13:25). Категория «А». Группа 1 |
| --- |

Россия: ???

Румыния: ???
| 18 сентября. Альбасете (Испания). Россия — Испания 1:3 (24:26, 23:25, 25:22, 22:25). Категория «А». Группа 1 |
| --- |

Россия: Беликова, Сафронова, Гамова, Шешенина, Плотникова, Николаева. Выход на замену: ?

Испания: ???
Завершился отборочный турнир чемпионата Европы 2005 для сборной России весьма неожиданно. Лидируя без очковых потерь перед двумя последними матчами группового турнира, российские волейболистки уступили в двух выездных поединках и заняли в своей группе лишь 3-е место, что не давало прямого пропуска в финальный турнир чемпионата. И если поражение в Румынии было объяснимо тем, что в матче не принимали участие волейболистки, выступавшие на недавно закончившейся Олимпиаде, то неудача в Испании чуть не обернулась для сборной России пропуском Евро-2005. И всё же по дополнительным показателям среди команд, ставших в группах третьими, Россия получила путёвку на европейское первенство.

## Итоги
Всего на счету сборной России в 2004 году 33 официальных матча. Из них выиграно 19, проиграно 14. Соотношение партий 77:51. Соперниками россиянок в этих матчах были национальные сборные 18 стран.
| Турнир                                           | И | В | П | С/О   | Место |
| ------------------------------------------------ | - | - | - | ----- | ----- |
| Европейский олимпийский отборочный турнир        | 3 | 1 | 2 | 6:7   | 5—6-е |
| Межконтинентальный олимпийский отборочный турнир | 7 | 5 | 2 | 19:6  | 3-е   |
| Отборочный турнир чемпионата Европы 2005         | 6 | 4 | 2 | 13:8  | 3-е   |
| Гран-при                                         | 9 | 4 | 5 | 20:17 | 7-е   |
| Олимпийские игры                                 | 8 | 5 | 3 | 19:13 | 2-е   |

## Состав
В скобках после количество игр указано число матчей, проведённых волейболисткой в стартовом составе + в качестве либеро.
| №     | Игрок                | Год рождения | Амплуа      | Клуб              | Турниры и игры | Турниры и игры | Турниры и игры | Турниры и игры | Турниры и игры | Всего матчей |
| №     | Игрок                | Год рождения | Амплуа      | Клуб              | ЕОИ            | МОИ            | ОЧЕ            | ГП             | ОИ             | Всего матчей |
| ----- | -------------------- | ------------ | ----------- | ----------------- | -------------- | -------------- | -------------- | -------------- | -------------- | ------------ |
| 1     | Татьяна Горшкова     | 1981         | нападающая  | «Уралочка»        |                |                | ?              | 6              |                |              |
| 2     | Ирина Тебенихина     | 1978         | центральная | «Динамо» МО       | ?              | 7 (7)          | ?              |                | 8 (8)          |              |
| 3     | Анастасия Беликова   | 1979         | центральная | «Уралочка»        | 3 (3)          | 6 (1)          | ?              | 9 (9)          |                |              |
| 4     | Елена Тюрина         | 1971         | либеро      | «Уралочка»        | 3 (0+3)        | 7 (0+7)        | ?              |                | 8 (0+8)        |              |
| 4     | Ольга Фадеева        | 1972         | либеро      | Балаковская АЭС   |                |                |                | 9 (0+9)        |                | 9 (0+9)      |
| 5     | Анна Бескова         | 1986         | нападающая  | «Уралочка»        |                |                |                | 1              |                | 1            |
| 5     | Любовь Соколова      | 1977         | нападающая  | «Фоппапедретти»   |                |                |                |                | 8 (8)          | 8 (8)        |
| 7     | Наталья Сафронова    | 1979         | нападающая  | «Уралочка»        | 3 (3)          | 7 (7)          | ?              | 9 (9)          |                |              |
| 8     | Евгения Артамонова   | 1975         | нападающая  | «Такефуджи Бамбу» | 1              |                | ?              |                | 4              |              |
| 9     | Елизавета Тищенко    | 1975         | центральная | «Уралочка»        | 3 (3)          | 6 (6)          | ?              |                | 8 (7)          |              |
| 9     | Наталья Вдовина      | 1976         | центральная | «Динамо» МО       |                |                | ?              | 9 (9)          |                |              |
| 10    | Ольга Чуканова       | 1980         | связующая   | «Уралочка»        | 3 (3)          | 6              | ?              | 9 (9)          | 3              |              |
| 11    | Екатерина Гамова     | 1980         | нападающая  | «Динамо» МО       | 3 (3)          | 7 (7)          | ?              | 3 (3)          | 8 (8)          |              |
| 12    | Марина Шешенина      | 1973         | связующая   | «Динамо» МО       | 3              | 7 (7)          | ?              |                | 8 (8)          |              |
| 13    | Александра Коруковец | 1976         | нападающая  | «Университет»     |                | 7              | ?              | 9 (9)          |                |              |
| 14    | Елена Плотникова     | 1978         | нападающая  | «Динамо» МО       | 3 (3)          | 7 (7)          | ?              |                | 8 (8)          |              |
| 16,18 | Елена Сенникова      | 1980         | нападающая  | «Динамо» МО       | ?              |                | ?              | 9 (6)          |                |              |
| 16    | Ольга Сажина         | 1986         | центральная | «Динамо» МО       |                |                |                | 5              |                | 5            |
| 16    | Ольга Николаева      | 1972         | центральная | «Ленинградка»     |                |                | ?              |                | 4 (1)          |              |
| 17    | Светлана Акулова     | 1984         | связующая   | Балаковская АЭС   |                |                | 1              | 4              |                | 5            |
|       | Наталья Гладышева    | 1984         | либеро      | «Тулица-Туламаш»  |                |                | 1 (0+1)        |                |                | 1 (0+1)      |
|       | Наталья Курносова    | 1975         | нападающая  | Балаковская АЭС   |                |                | 1              |                |                | 1            |
|       | Ирина Сухова         | 1984         | центральная | «Тулица-Туламаш»  |                |                | 1              |                |                | 1            |

- Главный тренер — Николай Карполь.
- Тренер — Валентина Огиенко.

Всего в 2002 году в составе сборной России в официальных турнирах играли 23 волейболистки.

## Другие турниры
- Кубок первого президента России Б. Н. Ельцина по волейболу. 20—25 апреля.  Екатеринбург, Нижний Тагил.

Групповой этап — Доминиканская Республика 3:0, Таиланд 3:0, Турция 3:0.
Полуфинал — Азербайджан 3:2. Финал — Куба 3:0. Итог — 1-е место.
- Volley Masters. 8—13 июня.  Монтрё

Групповой этап — Германия 3:0, Куба 2:3, Китай 0:3.
Полуфинал за 5-8 места — Польша 3:1. Матч за 5-е место — Германия 0:3. Итог — 6-е место.